# Torrefeta i Florejacs
Torrefeta i Florejacs är en kommun i Spanien.   Den ligger i provinsen Província de Lleida och regionen Katalonien, i den östra delen av landet, 400 km öster om huvudstaden Madrid. Antalet invånare är 617. Arean är 89 kvadratkilometer. Torrefeta i Florejacs gränsar till Ossó de Sió, Vilanova de l'Aguda, Sanaüja, Massoteres, Guissona, Sant Guim de la Plana, Sant Ramon, Cervera, Tarroja de Segarra, Els Plans de Sió, Oliola, Cabanabona och Pinell de Solsonès. 
Terrängen i Torrefeta i Florejacs är huvudsakligen platt, men åt nordost är den kuperad.